# قلعه اولانکو
قلعه اولانکو (به فنلاندی: Aulangonlinna، سوئدی: Karlbergs slott) تپه‌ای باستانی است که در هامینلینا، تاواستیا اصلی، فنلاند واقع شده است. شواهدی از اقامتگاه و قبرستان در دوره عصر آهن نیز در نزدیکی این قلعه به‌دست آمده‌است. قلعه اولانکو یک محیط فرهنگی متنوع و قابل توجه ملی ایجاد کرده‌است که توسط ذخیره‌گاه طبیعی اولانکو ایجاد شده در منطقه خط الرأس تکمیل شده‌است.